# Giorgio Berkleef
Giorgio Berkleef (Amsterdam, 6 april 1986) is een Nederlands voormalig profvoetballer van Surinaamse komaf. Berkleef speelde voor Willem II en HFC Haarlem. Ook speelde hij in het amateurvoetbal en is hij actief als zaakwaarnemer.